# Perșe Travnea, Drabiv
Perșe Travnea (în ucraineană Перше Травня) este un sat în comuna Bîrlivka din raionul Drabiv, regiunea Cerkasî, Ucraina.

## Demografie
Componența lingvistică a localității Perșe Travnea
     Ucraineană (99,34%)
     Alte limbi (0,66%)
Conform recensământului din 2001, majoritatea populației localității Perșe Travnea era vorbitoare de ucraineană (99,34%), existând în minoritate și vorbitori de alte limbi.